# West Peoria (Illinois)
West Peoria – miasto w Stanach Zjednoczonych, w stanie Illinois, w hrabstwie Peoria.